# جيك نوردين
جيك نوردين (بالإنجليزية: Jake Nordin)‏ هو لاعب كرة قدم أمريكية أمريكي، ولد في 8 يوليو 1984 في ليك ليليان في الولايات المتحدة.

## وصلات خارجية
- جيك نوردين على موقع مرجع كرة القدم المحترفة.كوم (الإنجليزية)
- جيك نوردين على موقع JustSportsStats.com (الإنجليزية)